# البيمارستان المؤيدي
البيمارستان المؤيدي (تاريخ الإنشاء 821-823هـ/1418-1420م) من آثار دولة المماليك الجراكسة وقد أنشأه السلطان المؤيد شيخ المحمودي في شارع سكة الكومي – القلعة - حي الخليفة بجنوب القاهرة.